# Arescon dimidiata
Arescon dimidiata är en stekelart som först beskrevs av Curtis 1832.  Arescon dimidiata ingår i släktet Arescon och familjen dvärgsteklar. Inga underarter finns listade.